# Mörk sydsnigel
Mörk sydsnigel (Milax gagates) är en snäckart som först beskrevs av Draparnaud 1801. Mörk sydsnigel ingår i släktet Milax och familjen sydsniglar. Arten förekommer tillfälligt i Sverige, men reproducerar sig inte. Inga underarter finns listade i Catalogue of Life.